# Châteauneuf-de-Vernoux

Châteauneuf-de-Vernoux este o comună în departamentul Ardèche din sud-estul Franței. În 1 ianuarie 2022 avea o populație de 278 de locuitori.